# Ash-Shura
Ne doit pas être confondu avec Ach-Chu'ara.
Ash-Shura (arabe : سُورَةُ ٱلشُّورَىٰ, français : La Consultation) est le nom traditionnellement donné à la 42e sourate du Coran, le livre sacré de l'islam. Elle comporte 53 versets. Rédigée en arabe comme l'ensemble de l'œuvre religieuse, elle fut proclamée, selon la tradition musulmane, durant la période mecquoise.

## Origine du nom
Bien que le titre ne fasse pas directement partie du texte coranique, la tradition musulmane a donné comme nom à cette sourate La Consultation, tiré du verset 38 :
36. Tout ce qui vous a été donné [comme bien] n’est que jouissance de la vie présente ; mais ce qui est auprès d’Allah est meilleur et plus durable pour ceux qui ont cru et qui placent leur confiance en leur Seigneur,
37. qui évitent [de commettre] des péchés les plus graves ainsi que les turpitudes, et qui pardonnent après s’être mis en colère,

38. qui répondent à l’appel de leur Seigneur, accomplissent la Salât, se consultent entre eux à propos de leurs affaires, dépensent de ce que Nous leur attribuons.

## Historique
Il n'existe à ce jour pas de sources ou documents historiques permettant de s'assurer de l'ordre chronologique des sourates du Coran. Néanmoins selon une chronologie musulmane attribuée à Ǧaʿfar al-Ṣādiq (VIIIe siècle) et largement diffusée en 1924 sous l’autorité d’al-Azhar,, cette sourate occupe la 62e place. Elle aurait été proclamée pendant la période mecquoise, c'est-à-dire schématiquement durant la première partie de l'histoire de Mahomet avant de quitter La Mecque. Contestée dès le XIXe par des recherches universitaires, cette chronologie a été revue par Nöldeke,, pour qui cette sourate est la 82e.
Selon certains auteurs, cette sourate est composée à la fois d’éléments mecquois et d’éléments médinois. Blachère a remarqué que certains passages, remarquables par leur irrégularité, sont « truffés d’ajouts et de retouches ». Ce texte contient des graphies particulières aux versets 30 et 34, ce qui illustre que l’orthographe n’était pas fixé au début de la mise par écrit du Coran mais qu’il n’a été sacralisé que plus tardivement. Comme pour le reste du Coran, il est impossible de retrouver le contexte exact de composition de cette sourate, ni facile d'en retracer l'histoire de la composition.

## Interprétations

### Versets 9-15: contre l’associationnisme
Ce passage est une polémique contre l’associationisme (chirk). Pour Blachère, le milieu du verset 13 est une interpolation médinoise, le texte original ne renvoyant qu’à Noé. Pour Boisliveau, il se pourrait que ce nom soit une réinterprétation et serait à lire comme « ce qu’il a prescrit par voie d’inspiration ».
On observe dans ce passage une opposition entre le kitab et le quran, le premier ayant été envoyé aux ancêtres des interlocuteurs et le second au prophète contemporain, Mahomet. Cette opposition ici présente ne peut être généralisée au Coran.

Texte de la sourate (Coran datant de 1874)
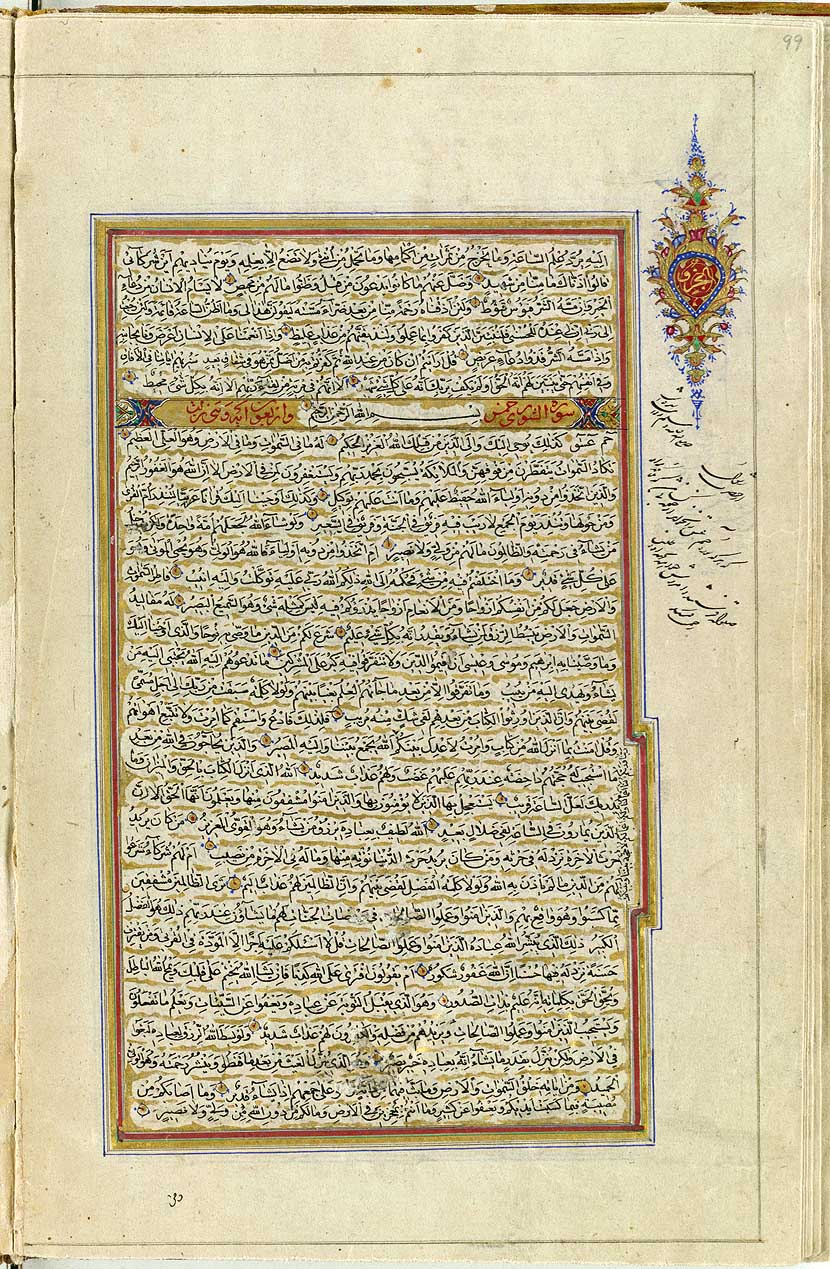
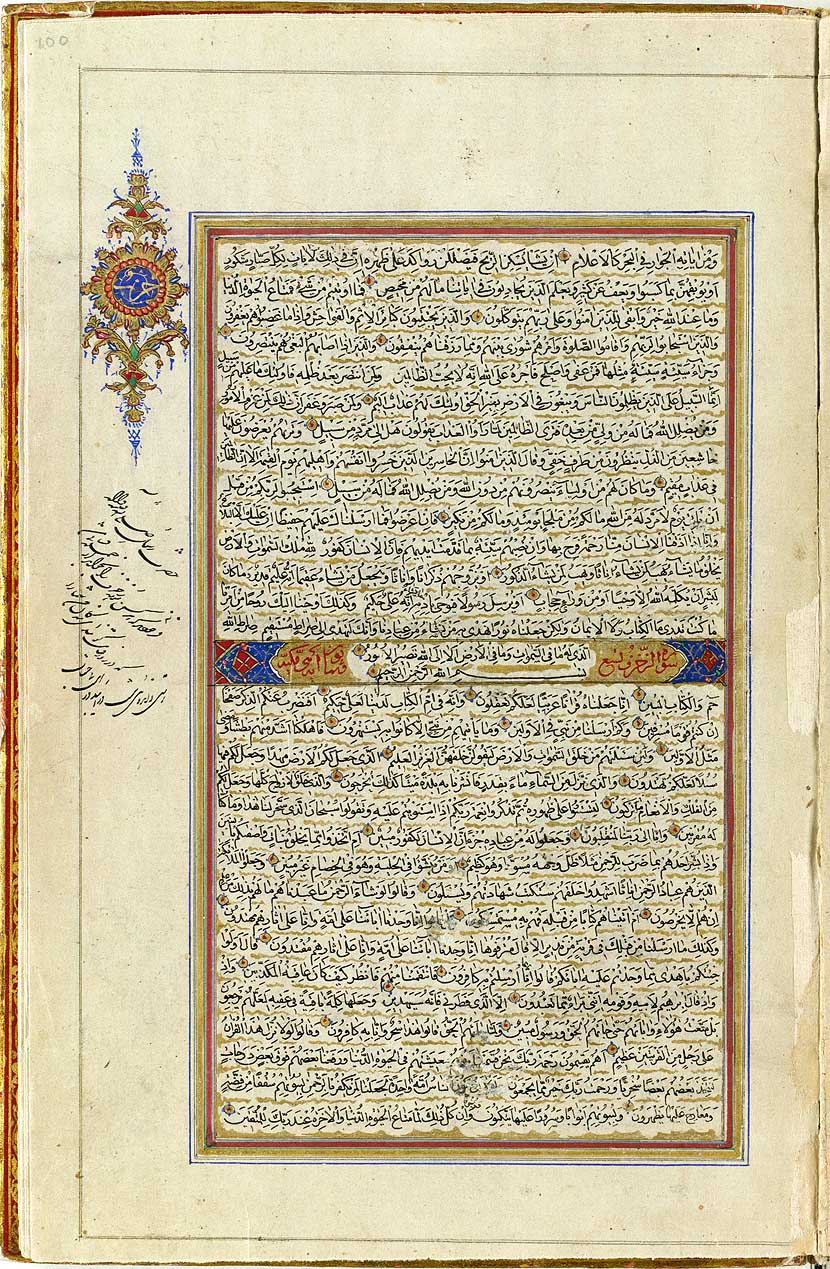